# 심장신경얼기
심장신경얼기(cardiac plexus) 또는 심장신경총(心臟神經叢)은 심장에 분포하는 신경들이 심장의 바닥에 모여 있는 신경얼기이다.

## 구조
심장신경얼기는 대동맥활의 오목한 부분에 놓여 있는 얕은 부분과, 대동맥활과 기관의 사이에 위치한 깊은 부분으로 나뉜다. 그러나 이 두 부분은 매우 가까이 연결되어 있다. 심장신경얼기의 교감신경 성분은 교감신경줄기에서 갈라진 심장신경에서 온다. 부교감신경 성분은 미주신경의 심장가지에서 온다.

### 얕은 부분
심장신경얼기의 얕은 부분인 얕은심장신경얼기는 대동맥활 아래, 오른쪽 폐동맥의 앞에 놓여 있다. 왼쪽 교감신경줄기의 위목심장가지(superior cervical cardiac branch)와 왼쪽 미주신경의 아래심장가지에 의해 형성된다. 가끔 작은 신경절인 '리스베르그 신경절'(cardiac ganglion of Wrisberg)이 얕은심장신경얼기와 연결되어 발견되기도 한다. 이 신경절은 존재할 경우 대동맥활 바로 아래쪽에 놓여 있으며 동맥관인대 오른쪽에 위치한다.
얕은심장신경얼기는 다음과 같은 구조로 가지를 낸다.
- 신경얼기의 깊은 부분
- 앞관상신경얼기(anterior coronary plexus)
- 왼앞허파신경얼기

### 깊은 부분
깊은 부분인 깊은심장신경얼기는 기관갈림의 앞쪽, 폐동맥의 분기점 위쪽, 대동맥활의 뒤쪽에 위치하고 있다. 교감신경줄기 목신경절에서 나온 심장신경과, 되돌이후두신경과 미주신경의 심장가지에 의해 형성된다.
심장신경얼기의 깊은 부분을 형성하지 않는 심장신경에는 왼쪽 교감신경줄기의 위심장신경과, 미주신경에서 나온 두 개의 위목심장신경 중 아래쪽 신경이 있다. 이들은 심장신경얼기의 얕은 부분으로 지나간다.

## 같이 보기
- 교감신경줄기
- 내장신경
- 자율신경계

## 참고 문헌
이 문서는 현재 퍼블릭 도메인에 속하는 그레이 해부학 제20판(1918) page 984의 내용을 기초로 작성된 글이 포함되어 있습니다.
1. ↑  Gibbins, Ian (2012년 1월 1일),  Mai, Jürgen K.; Paxinos, George, 편집., “Chapter 5 - Peripheral Autonomic Pathways”, 《The Human Nervous System (Third Edition)》 (영어) (San Diego: Academic Press), 141–185쪽, doi:10.1016/b978-0-12-374236-0.10005-7, ISBN 978-0-12-374236-0, 2020년 11월 20일에 확인함